# Кард (нож)

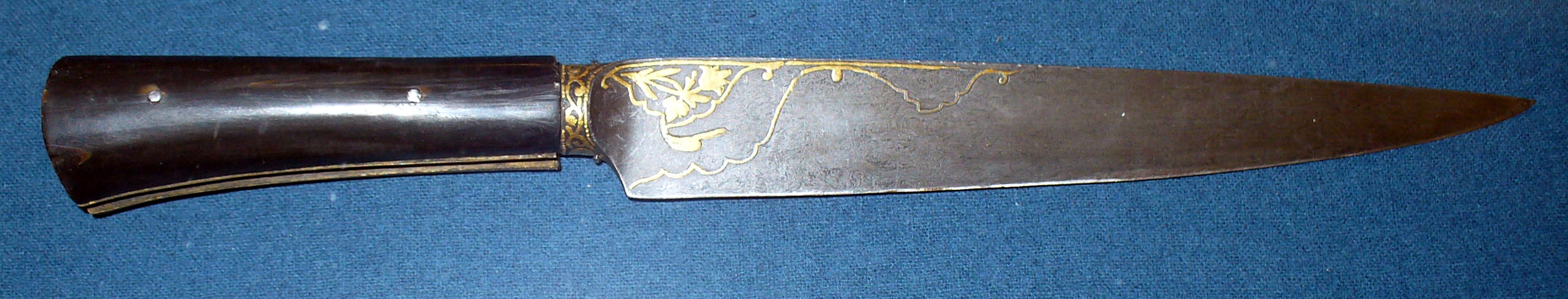
Кард, Иран, XIX век, булатная сталь

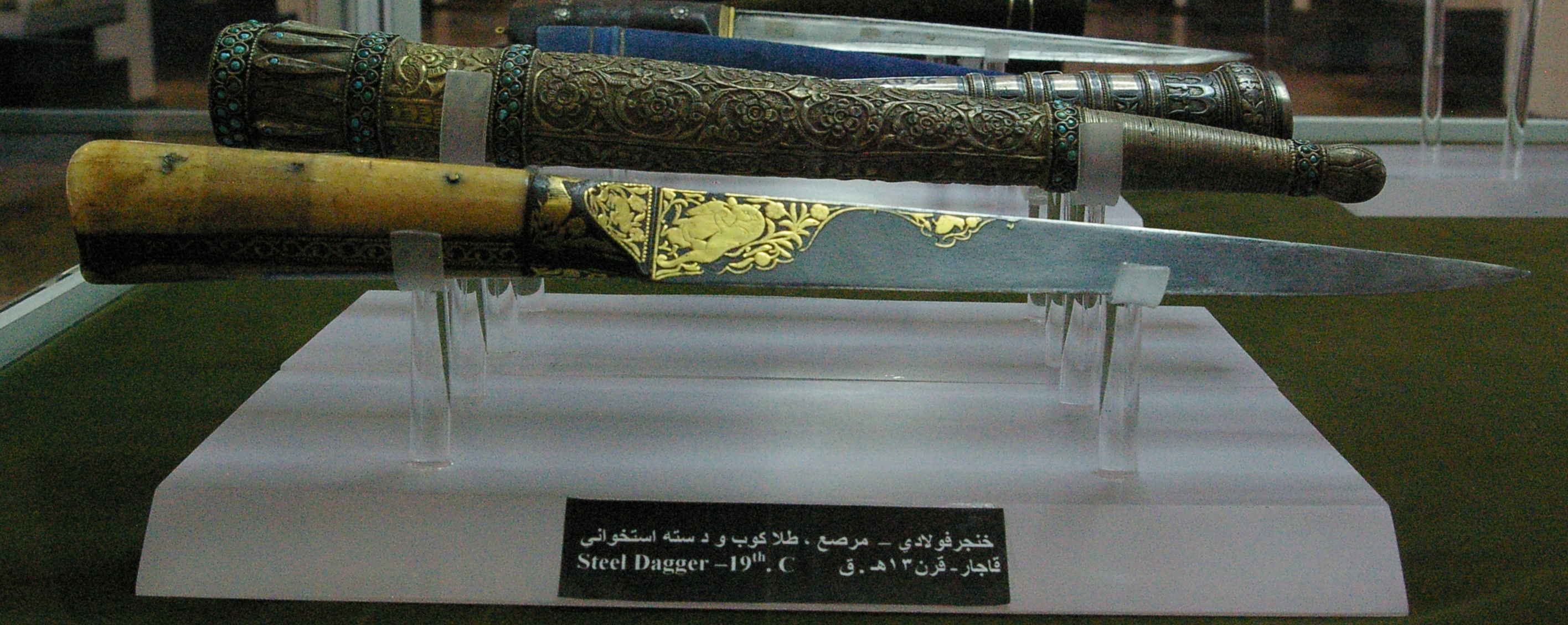
Кард с ножнами, Тебриз, XIX век

Кард — иранский тип ножа, имевший широкое распространение на Среднем Востоке и в Индии.
Характеризуется прямым однолезвийным сужающимся к острию клинком длиной, в среднем, около 20 см. Рукоять простая, из двух половин, крепящихся к хвостовику, без каких-либо дополнительных элементов. Общая длина ножа составляла около 30 см.
Карды использовались, главным образом, в хозяйственно-бытовых целях, как режущий инструмент, однако могли применяться и в качестве оружия. В этом случае клинок у острия имел утолщение, что позволяло наносить более эффективные колющие удары.
Клинки кардов в некоторых случаях изготавливались из дамасской или булатной стали. Обкладки рукояти — из кости (в том числе слоновой), рога, камня. К ножу полагались ножны, в которые он вставлялся до середины рукояти. Ножны снабжались узорными металлическими накладками.
Благодаря своей распространённости в XVIII—XIX веках, карды широко представлены в современных музейных коллекциях.